# Nokia E52
Nokia E52 je smartphone z řady Nokia Eseries. Jedná se o vylepšenou verzi úspěšného modelu Nokia E51. Je to zařízení s operačním systémem Symbian OS 9,3 a obrazovkou o rozlišení 240x320. Telefon je k dispozici v barvě šedého, zlatého hliníku a Gold. Je dodáván s 1GB paměťovou kartou MicroSD, ale podporuje karty microSD s kapacitou až 16 GB a má 60MB volné uživatelské paměti. Telefon byl vydán souběžně s Nokií E55, která je fyzicky a funkčně totožná, ale E55 má oproti E52 kompaktní QWERTY klávesnici.

## Hlavní vlastnosti
| Vlastnosti              | Specifikace                                                                               |
| ----------------------- | ----------------------------------------------------------------------------------------- |
| Tvar                    | Candybar                                                                                  |
| Platforma               | Series 60(S60) 3rd Edition                                                                |
| Operační Systém         | Symbian OS 9.3                                                                            |
| GSM frekvence           | 900/1800/1900 MHz                                                                         |
| GPRS                    | Ano                                                                                       |
| EDGE                    | Ano                                                                                       |
| WCDMA                   | Ano, frekvence 900 MHz a 2 100 MHz                                                        |
| Hlavní displej          | TFT, 16 mil. barev, 240×320 pixelů - GECKO TOP                                            |
| Fotoaparát              | 3.2-megapixelový fotoaparát, dvacetinásobný digitální zoom, blesk, samospušť, noční režim |
| Nahrávání videa         | Ano (Formát: MP4, 3GP).                                                                   |
| Webový prohlížeč        | Ano.                                                                                      |
| Multimediální zprávy    | Ano                                                                                       |
| Video hovory            | Ano                                                                                       |
| Push to talk            | Ano                                                                                       |
| Podpora Javy            | Ano                                                                                       |
| Dostupná vnitřní paměť  | 60 MB                                                                                     |
| Slot na paměťové karty  | Ano, Micro SD až 16 GB, v balení 1 GB                                                     |
| Bluetooth               | 2.0                                                                                       |
| Infračervený port       | Ne                                                                                        |
| Podpora datového kabelu | Ano                                                                                       |
| E-mail klient           | Ano                                                                                       |
| Baterie                 | Li-Ion 1500 mAh                                                                           |
| Váha                    | 98 gramů                                                                                  |
| Rozměry                 | 116 × 49 × 9,9 mm                                                                         |
| Dostupnost              | V prodeji                                                                                 |